# KNAB
La KNAB (Kohanimeandmebaas en estonien – Base de données toponymique) est une base de données de toponymes d’Estonie et d’autres pays. Elle définit un ensemble de standards de romanisation publié et utilisé par l’Institut de la langue estonienne (Eesti Keele Instituut en estonien).